# فرشته‌ماهی خرمایی
فرشته‌ماهی خرمایی (نام علمی: Centropyge potteri) نام یک گونه از سرده فرشته‌ماهی‌های کوتوله است.